# This Land Is Mine
This Land Is Mine is een Amerikaanse oorlogsfilm uit 1943 onder regie van Jean Renoir.

## Verhaal
Albert Lory is een schoolmeester, die tijdens de Tweede Wereldoorlog nog bij zijn moeder woont. Wanneer hij een pamflet van het verzet krijgt, verplicht zijn moeder hem het te verbranden. Hij besluit het toch te houden. Als het verzet geweld begint te gebruiken, neemt de vijand in een wraakactie een aantal dorpelingen op. Het wordt almaar moeilijker voor Albert om geen partij te kiezen.

## Rolverdeling
- Charles Laughton: Albert Lory
- Maureen O'Hara: Louise Martin
- George Sanders: George Lambert
- Walter Slezak: Majoor Erich von Keller
- Kent Smith: Paul Martin
- Una O'Connor: Emma Lory
- Philip Merivale: Prof. Sorel
- Thurston Hall: Burgemeester Manville
- Ivan F. Simpson: Rechter
- George Coulouris: Thanh Dep Trai
- Nancy Gates: Julie Grant
- John Donat: Edmund W. Lorraine